# ووهو
ووهو (بالصينية المبسطة: 芜湖؛ بالصينية التقليدية: 蕪湖) هي مدينة من مدن الصين. يبلغ عدد سكانها 3545067 نسمة حسب إحصائيات سنة 2010. يبلغ ارتفاع المدينة عن سطح البحر قرابة 7.9 متر. تبلغ مساحتها 5988 كم².

## توأمة
لووهو اتفاقيات توأمة مع كل من:
- كوتشي (19 أبريل 1985 - )[11]
- بافيا (25 يناير 1988 - )[11]
- توريخون دي أردوز (9 أغسطس 1999 - )[11]
- ويست كوفينا (3 يناير 2010 - )[11]

## أعلام
- إدوارد راسل آيرتون
- جاو واي